# Fundamental (Pet Shop Boys)
Fundamental is het negende studioalbum van de Pet Shop Boys. Het album werd in 2006 uitgebracht op het Parlophone label van EMI.
Na het album Release met rock-invloeden was Fundamental voor wat betreft stijl een terugkeer naar het geluid van eind jaren 80 en begin jaren 90. Trevor Horn, die eerder met de Pet Shop Boys samenwerkte op het album Introspective werd benaderd voor de productie. Het album werd door critici zeer positief ontvangen en voor het eerst sinds jaren zat er zelfs een notering in de Nederlandse Album Top 100 in.

## Tracks
1. Psychological (04:10)
2. The Sodom and Gomorrah show (05:19)
3. I made my excuses and left (04:53)
4. Minimal (04:21)
5. Numb (04:43)
6. God willing (01:17)
7. Luna Park (05:31)
8. I'm with stupid (03:24)
9. Casanova in Hell (03:13)
10. Twentieth Century (04:39)
11. Indefinite leave to remain (03:08)
12. Integral (03:53)

## Singles
Van het album werden de volgende singles uitgebracht:
- I'm with stupid (8 mei 2006)
- Minimal (24 juli 2006)
- Numb (20 oktober 2006)
- Integral (4 oktober 2007)

## Speciale uitgaven
Van het album werd tegelijk met de reguliere release een dubbel-cd uitgebracht in beperkte oplage. De eerste cd was het reguliere album, de tweede cd is getiteld Fundamentalism en bevat remixen van nummers van het album en van B-kanten van de bijbehorende singles. De verpakking is voorzien van een slipcase. De tracks op Fundamentalism zijn:
1. Fugitive (Richard X extended mix) (06:06)
2. Sodom (Trentemøller mix) (07:24)
3. Psychological (Alter Ego remix) (07:13)
4. Flamboyant (Michael Mayer kompakt mix) (07:58)
5. I'm with stupid (Melnyk heavy petting mix) (06:05)
6. In private (Stuart Crichton club mix) (05:07)
7. Minimal (Lobe remix) (04:47)
8. Gomorrah (Dettinger remix) (05:39)

Fundamentalism werd eveneens in twee delen op vinyl uitgebracht, als Fundamentalism 1 en Fundamentalism 2.
De Japanse releases van Fundamental en Fundamentalism bevatten daarnaast nog een tweetal bonus-tracks:
- I'm with stupid (PSB maxi-mix) (08:12)
- Minimal (Tiga's M-I-N-I-M-A-L remix) (05:40)

## Extra tracks
Op download-site iTunes waren naast de reguliere tracks nog de volgende tracks te downloaden:
- The Sodom and Gomorrah show (demo version) (05:02)
- I'm with stupid (demo version) (03:38)
- I'm with stupid (instrumental) (03:24)

Op 30 oktober 2007 werd een niet eerder uitgebrachte mix gepubliceerd op de officiële Pet Shop Boys website:
- Luna park (Rock mix)

Het betreft hier de originele versie van het nummer met meer gitaren en strings dan de versie die op Fundamental verscheen. Deze versie werd afgewezen omdat hij "too rock" zou zijn.
Op 3 november 2007 volgden de volgende mixen op de officiële website:
- The Sodom and Gomorrah show (Unreleased single mix)
- I made my excuses and left (Demo)
- Indefinite leave to remain (Demo)
- God willing (rough mix)

## Trivia
- De titel is Fundamental om meerdere redenen. Eén daarvan is de terugkeer naar de elektronische roots.
- Als voorproefje van het album werd in december 2005 een limited edition 12-inch uitgebracht van Psychological. Het betrof hier een instrumentale versie. De 12-inch bevatte alleen het woord Psychological op het label, en geen enkele verwijzing naar de uitvoerende artiest(en).
- De demo-versies die te downloaden zijn bij iTunes zijn opgenomen voordat producer Trevor Horn zich met de nummers bezighield. Wat daarbij opvalt is dat de demo-versies relatief weinig afwijken van de uiteindelijke uitgebrachte versies. Bij I'm with stupid valt voornamelijk op dat de oorspronkelijke versie langzamer was dan de uitgebrachte versie.
- Het nummer Numb is geschreven door Diane Warren en was oorspronkelijk bedoeld voor Aerosmith, die het nummer echter afwezen. Het nummer zou oorspronkelijk op het album PopArt - The Hits verschijnen maar is uiteindelijk niet voor dat album gebruikt.
- Het nummer Integral is de eerste Pet Shop Boys single die commercieel niet op fysieke media is uitgebracht, maar slechts te downloaden was.